# Bodo Tümmler
Bodo Tümmler, né à Thorn le 8 décembre 1943, est un athlète allemand spécialiste du demi-fond. Il a remporté la médaille de bronze sur 1 500 m pour l'Allemagne de l'Ouest aux Jeux olympiques d'été de 1968.
Tümmler est né à Thorn (maintenant en Pologne). Il s'est présenté aux Jeux olympiques de Mexico en tant que champion d'Europe. La finale du 1 500 m des jeux s'est courue sur un rythme très rapide dès le départ. Au début du dernier tour, le futur vainqueur Kipchoge Keino s'était déjà un peu détaché de ses poursuivants, les Allemands Tümmler et Harald Norpoth. Mais Jim Ryun passa ceux-ci, et Tümmler termina troisième et Norpoth quatrième.

## Palmarès

### Jeux olympiques
- Jeux olympiques de 1968 à Mexico ( Mexique)
  -  Médaille de bronze sur 1 500 m
- Jeux olympiques de 1972 à Munich ( Allemagne de l'Ouest)
  - éliminé en demi-finale sur 1 500 m

### Championnats d'Europe d'athlétisme
- Championnats d'Europe d'athlétisme de 1966 à Budapest ( Hongrie)
  -  Médaille de bronze sur 800 m
  -  Médaille d'or sur 1 500 m